# Kinde
Kinde est un village du comté de Huron, dans l'État du Michigan, aux États-Unis. En 2020, il comptait une population de 421 habitants.